# Cerebrastenia pourazowa
Cerebrastenia pourazowa (także nerwica pourazowa) – stan, który jest następstwem urazu czaszkowo-mózgowego. Występuje często po wstrząśnieniu mózgu. Jej objawy to nasilone zmęczenie, bóle oraz zawroty głowy, bezsenność, drażliwość i zaburzenia koncentracji uwagi.